# جامعة بامبلونا
جامعة بامبلونا (بالإسبانية: Universidad de Pamplona)‏، هي جامعة بحثية عامة ومقسمة ومختلطة مقرها الرئيسي في مدينة بامبلونا، نورتي دي سانتاندير، كولومبيا. يوجد بالجامعة أيضًا حرمين جامعيين تابعين للقسم، في مدينتي كوكوتا وفيلا ديل روزاريو.

## الكليات
- العلوم الإنسانية
- العلوم الزراعية
- العلوم الأساسية
- اقتصاديات
- العلوم التربوية
- الهندسة والعمارة
- علوم صحية

## روابط خارجية
- الموقع الرسمي لجامعة بامبلونا باللغة الإسبانية